# CIQ
CIQとは、国境を越える交通および物流において必要であるとされる手続きである。
- 税関（Customs）
- 出入国管理（Immigration）
- 検疫（Quarantine）

を包括した略称であり、あるいは、それらを執り行う機関または施設を指す。日本の関連業界では、官民とも一般的に「CIQ」は「シーアイキュー」と呼ばれる。それぞれの詳細は各項目を参照されたい。

## 使用例
- 山口県下関市の下関港にある下関港国際ターミナルは日本で最初のCIQ施設を完備した外国航路用旅客ターミナルである。
- タイのチェンマイからバンコク・スワンナプーム国際空港を経由してタイ国外への出国の際に、スワンナプーム国際空港にてCIQ手続きを終えた乗客に「CIQ」ステッカーが配布され、国内線から国際線へのエアサイドへ抜けられる。
- タイのプーケット島からバンコク・スワンナプーム国際空港を経由してタイ国外への出国の際に、プーケット空港にてCIQ手続きを終えた乗客に「CIQ」ステッカーが配布され、国内線から国際線へのエアサイドへ抜けられる。